# Krasíkov (Kokašice)
Krasíkov (německy Schwamberg) je samota, část obce Kokašice v okrese Tachov v Plzeňském kraji. Nachází se asi půl kilometru západně od Kokašic. Prochází zde silnice II/201. Krasíkov leží v katastrálním území Kokašice o výměře 8 km².

## Historie
První písemná zmínka o samotě pochází z roku 1227.

## Obyvatelstvo
Při sčítání lidu v roce 1921 zde žilo 131 obyvatel (z toho 63 mužů), z nichž bylo pět Čechoslováků a 126 Němců. Všichni se hlásili k římskokatolické církvi. Podle sčítání lidu z roku 1930 měla vesnice 137 obyvatel: dva Čechoslováky, 132 Němců a tři cizince. I tentokrát všichni byli římskými katolíky.
| Rok            | 1869 | 1880 | 1890 | 1900 | 1910 | 1921 | 1930 | 1950 | 1961 | 1970 | 1980 | 1991 | 2001 | 2011 | 2021 |
| -------------- | ---- | ---- | ---- | ---- | ---- | ---- | ---- | ---- | ---- | ---- | ---- | ---- | ---- | ---- | ---- |
| Počet obyvatel | 111  | 112  | 109  | 122  | 122  | 131  | 137  | 44   | 17   | 10   | 8    | 6    | 2    | 0    | 0    |
| Počet domů     | 12   | 12   | 12   | 14   | 15   | 15   | 16   | 2    | 2    | 4    | 2    | 2    | 1    | 1    | 1    |

## Obecní správa
Při sčítání lidu v letech 1850–1879 Krasíkov byl osadou obce Čeliv v okrese Teplá. V letech 1880–1979 byl osadou obce Kokašice, se kterou patřil nejprve do okresu Teplá, v letech 1900–1930 do okresu Planá, posléze v roce 1950 do okresu Stříbro a od roku 1960 k okresu Tachov. Od 1. ledna 1980 do 23. listopadu 1990 byl částí obce Konstantinovy Lázně v okrese Tachov. Od 24. listopadu 1990 je opět částí obce Kokašice v okrese Tachov.

## Pamětihodnosti
- Nad dvorem se zvedá vrch Krasíkov se zříceninou hradu Švamberk a kostelem svaté Máří Magdaleny.
- Na Ovčím vrchu stojí kaple Krista na hoře Olivetské. Postavena byla na konci sedmnáctého století v raně barokním slohu. Kaple má kruhový půdorys a je sklenuta kupolí s lucernou.[9]
- Žulový pomník selské vzpoury roku 1680 postavený roku 1936[9]
- Vrch Milkovské Čihadlo byl využíván nebo dokonce osídlen od raného středověku. Na vrchu snad stávalo hradiště, ale jeho existence nebyla nijak doložena.[10]

## Osobnosti
- Franz Melnitzky (1822–1876), rodák, česko-rakouský sochař a kameník

## Galerie

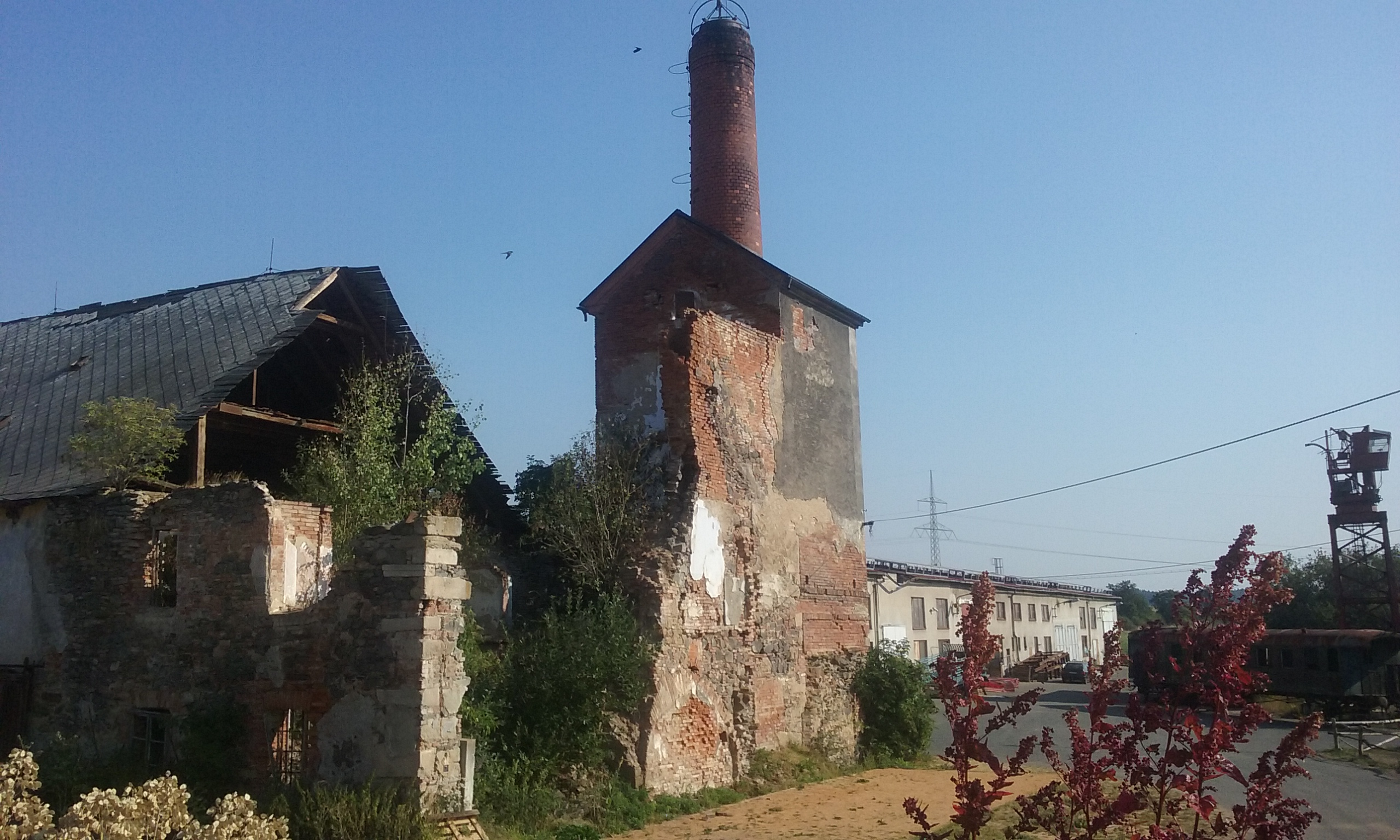
Komín
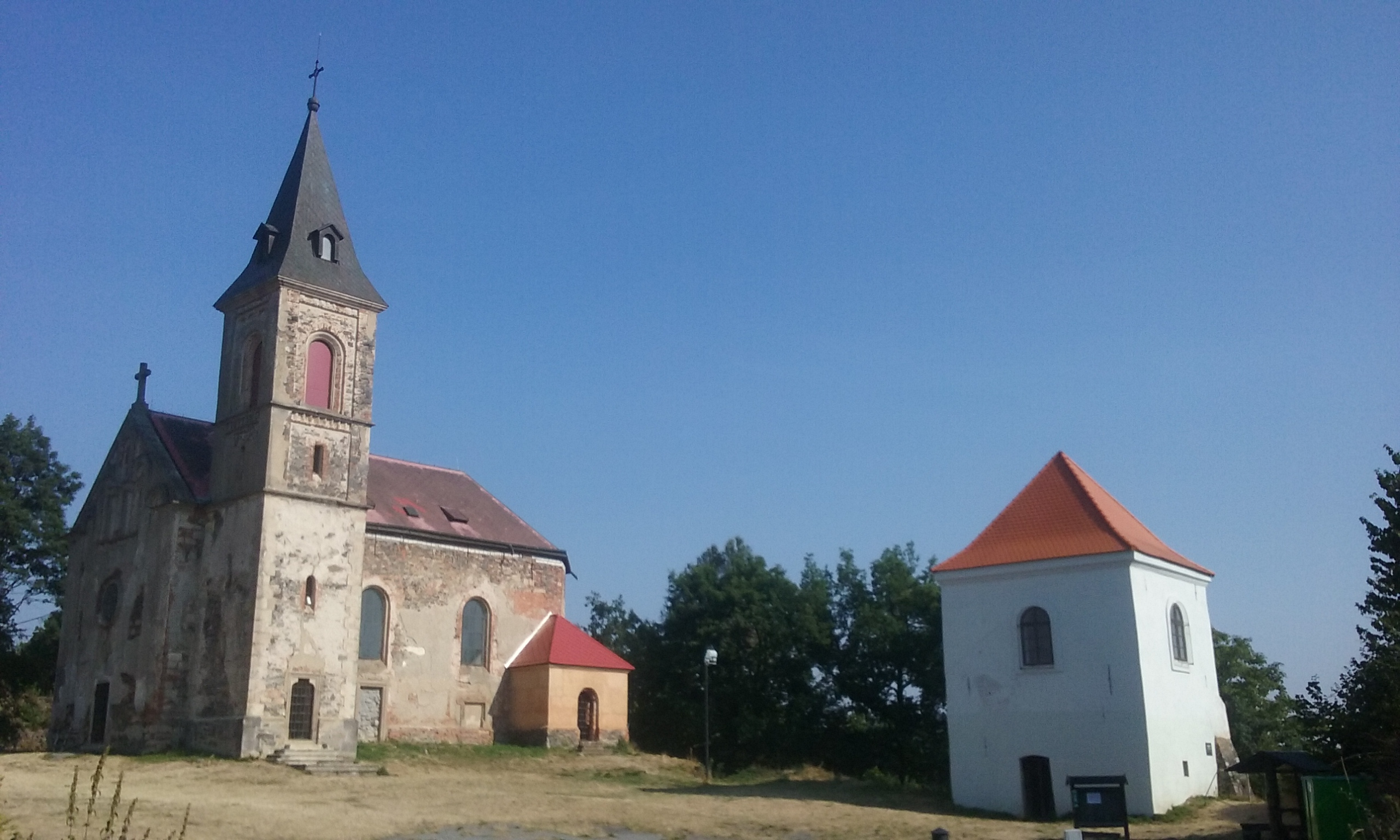
Kostel
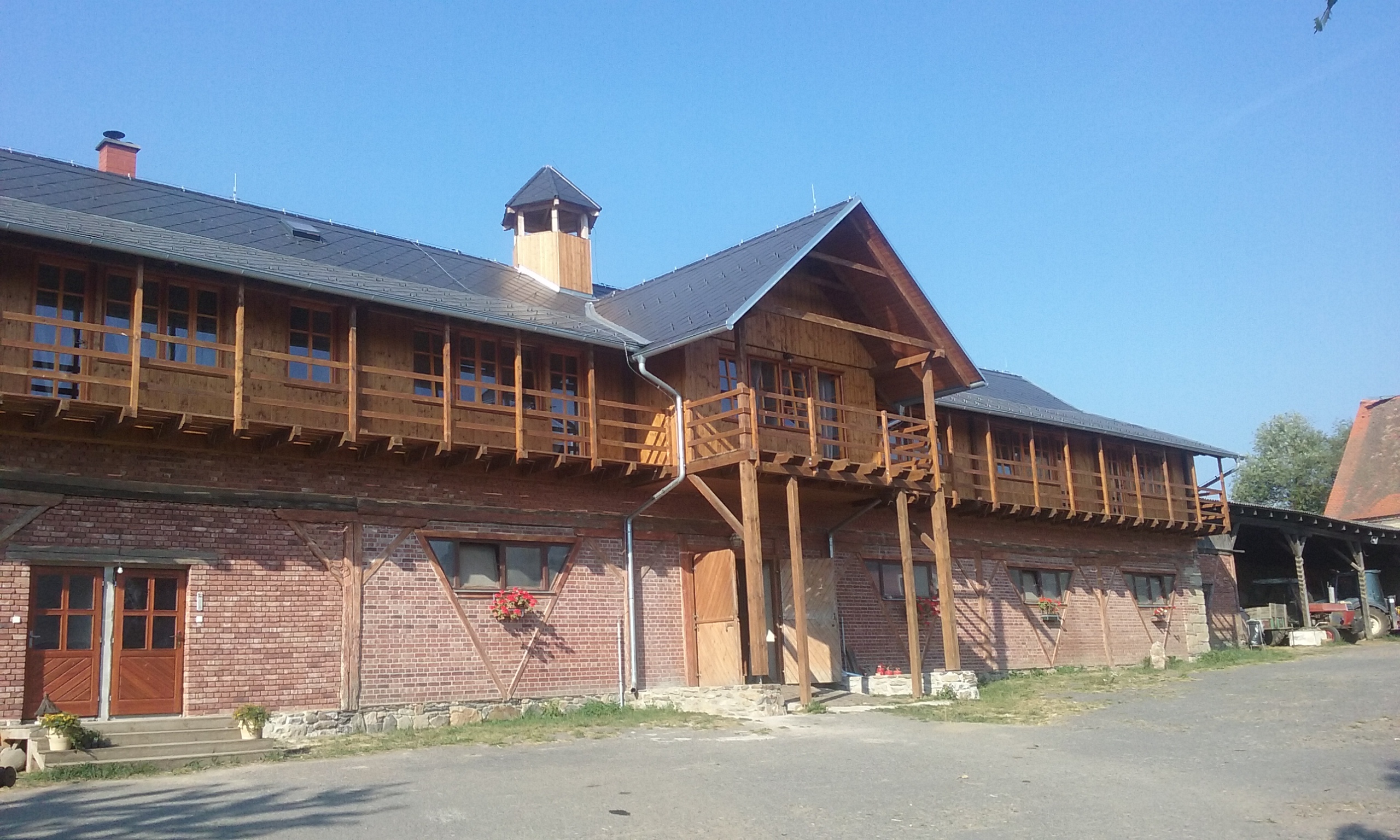
Hospodářský dvůr